# 大門山

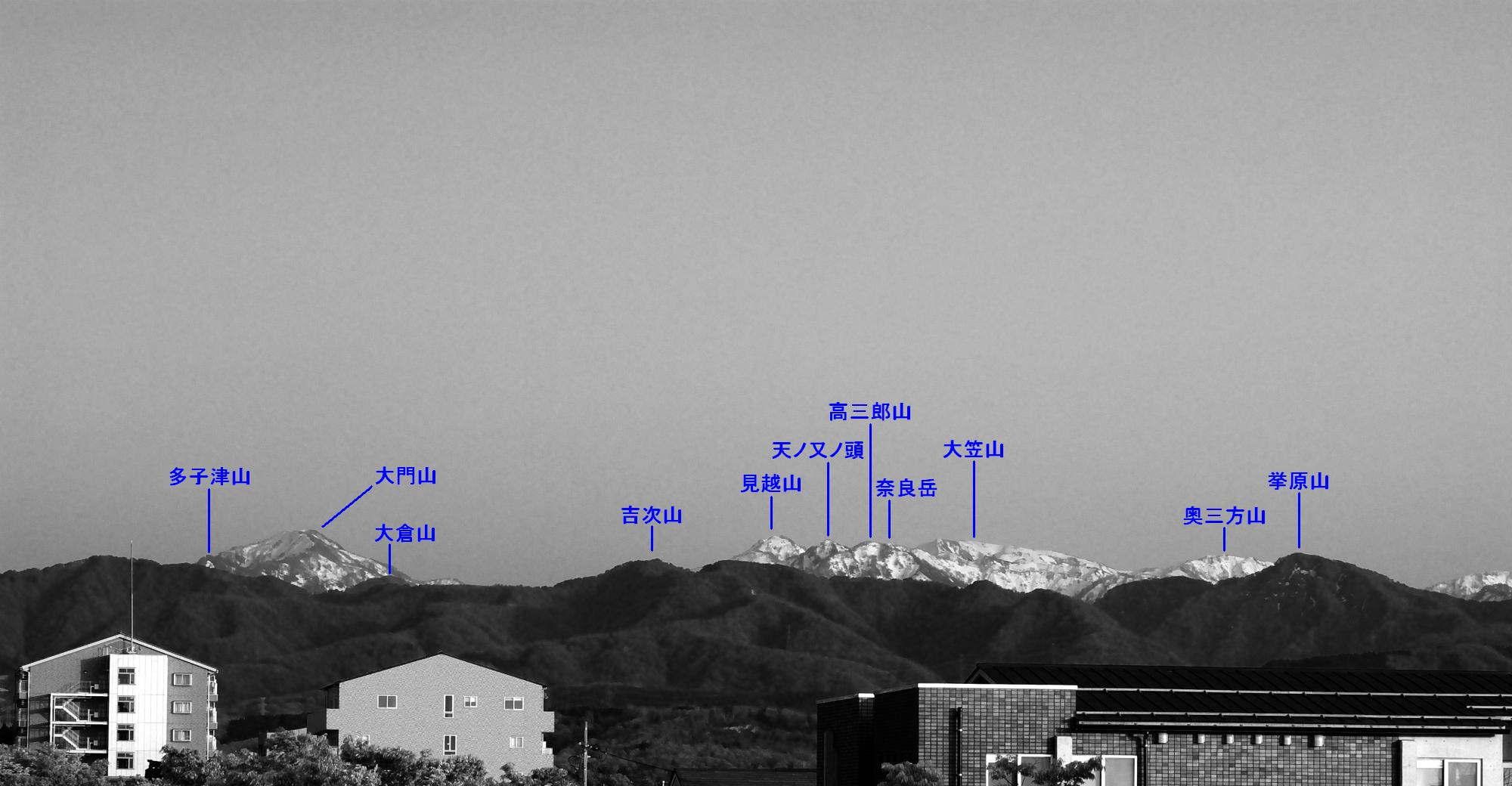
金沢の高峰群、金沢市浅野川流域より
>解説の無い画像

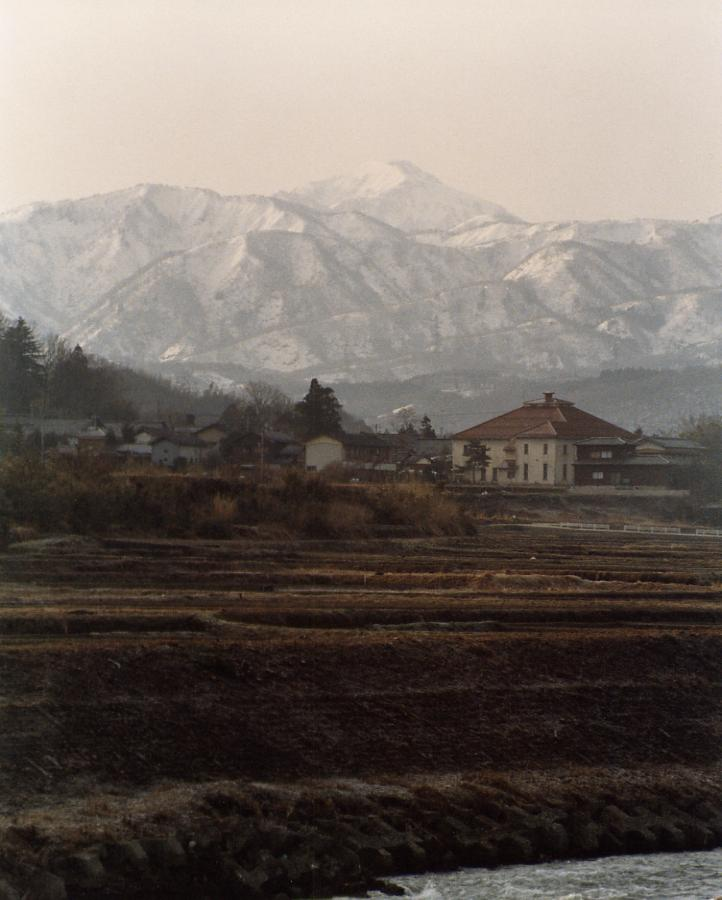
田上地区にあった旧浅川村役場跡と早春の大門山
、1984年4月

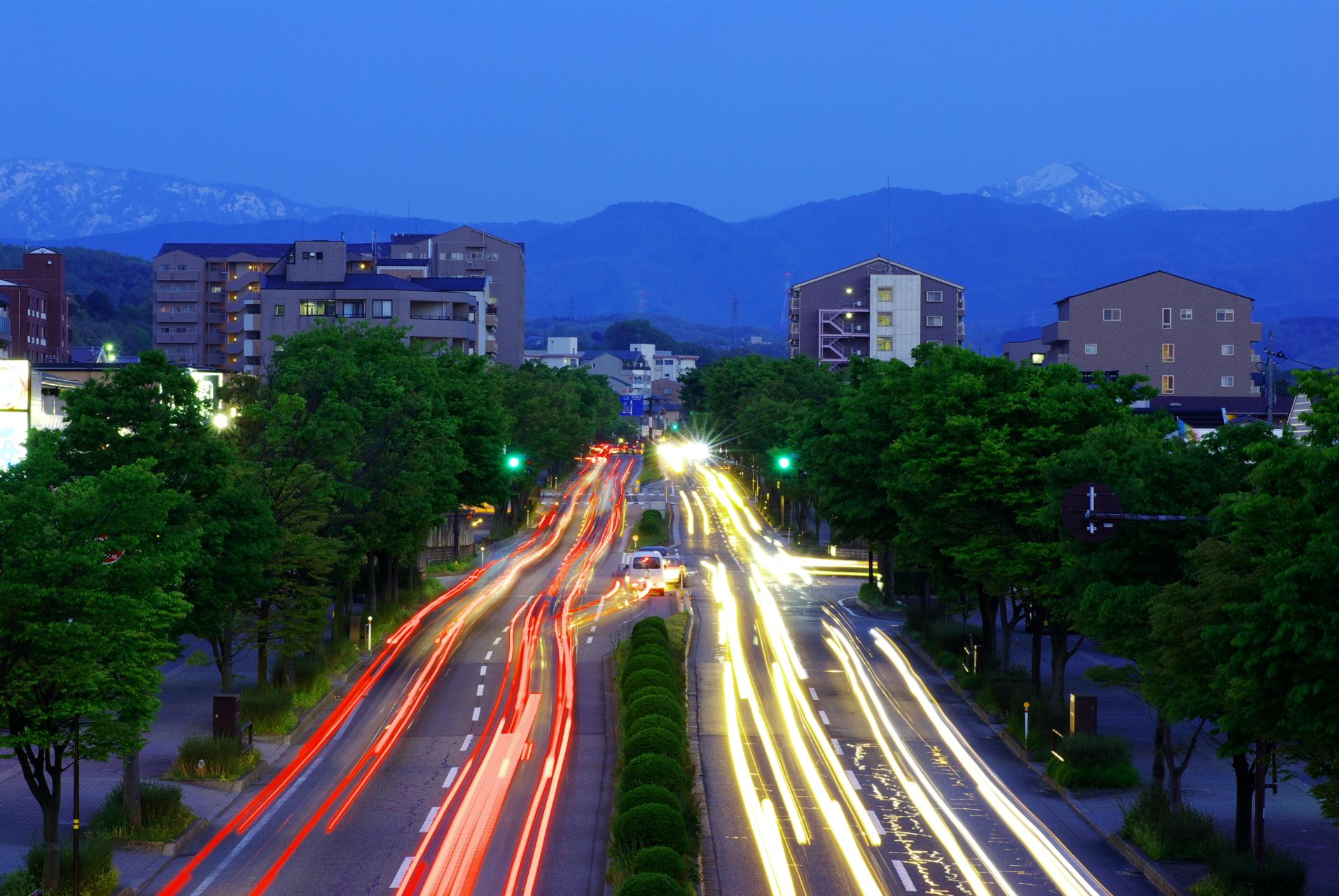
金沢外環状道路若松橋詰交差点付近から、右上が大門山

大門山（だいもんざん）は、両白山地北部の石川県金沢市と富山県南砺市との県境にある標高1,57.59 mの山。別名が「加賀富士」。

## 概要
石川県側では犀川上流の支流倉谷（くらたに）川の水源地帯に位置する。富山県側では小矢部川の水源地帯に位置し、口三方（くちさんぽう）山と呼び、奈良岳の倉谷三方山と対比させる。小矢部川最上流部、大門山の山腹には、不動滝（不動瀑）がある。国土地理院により三等三角点（点名は「大門山」）が山頂に設置されている。日本三百名山に選定されている。

金沢市の平野部からは山容が富士山に似て美しく「加賀富士」または「金沢富士」の別名があり、室生犀星や五木寛之の作品の中に登場する。
とりわけ金沢市東部の浅野川流域をはじめとする旧浅川村に相当する地域から見上げた姿は秀逸である。
山域周辺の地質は、層厚数百mにおよぶ岩稲累層からなる。
新第三紀中新世の2000～1700万年前に北陸地方（の恐らく水域）で起こった激しい火山活動によるもので、安山岩質の溶岩および火山砕屑岩からなる火山岩が主体で堆積岩をはさむ。いわゆるグリーンタフの一部とされる。
『皇国地誌』ではこの岩からなる大門山を、「巨岩崔嵬トシテ峻嶮ヲ極ム」と表現している。
大門山の北麓、石川県側に流れる倉谷川西岸には、16世紀末～20世紀初頭まで倉谷鉱山があり、金・銀・銅・鉛を産出した。

## 「大門山」をはじめとする呼称
この山は人里から非常に目立つ存在のため、古くから認識されていたはずだが、いつごろから「大門山」と呼ばれるようになったか定かでない。文政4年（1821年）測量の往来道図には既に「大門山」の名が記されている。
また二十万分一輯製図『金澤』陸地測量部（明治21年（1888年）輯製）にも「大門山」の名が記されている。
『石川県石川郡誌』によると、大門山は２つの小峰からなり、南側を「岩戸山」、北側を「高舂山」という、とある。一方、天保元年（1830年）頃成立したとされる『加能越三州地理志稿』では、「岩戸山」・「大門山」・「高舂山」は独立した山として記述され、明治初期に成立した『皇国地誌』では、「岩戸山」は大門山の一部のような記述となり、「高舂山」は大門山の北に接する別の山となっている。
今日では、高舂（たかうす）山＝多子津山と考え、岩戸山＝赤摩木古山と考えることが多いようである。
また昭和初期の『石川郡誌』によると、周囲の山々の呼称は、現在（地形図の表記）と若干異なっていた。県境上、南に続く赤摩木古（あかまつこ）山は、赤摩不古山（あかまふこやま または あかまつこやま）と呼ばれた。県境上、北に続く赤堂山・月ヶ原山等は、百山（ももやま）と総称され、その内訳として阿咸堂（あかんどう）、尻高、赤目缼（あかめがけ）、地獄、矢代（やしろ）、等と呼ばれていた。
「百山」の呼称は、文政年間の測量図にもある。昭和初期に「百山」の呼称が残っていた一方で、五万分一地形図『西赤尾』陸地測量部（明治42年（1909年）測図）には「百山」の呼称が反映されておらず、これは現在の地形図も変わっていない。そのためか「百山」の呼称は今日では忘れ去られてしまったようである。
山名の由来は「聖なる白山に向かっての尾根の入口にある大きな門」であるとする説と、白山越中禅定道の入口の「大門」とする説がある。

## 登山
現在登山道は「加賀富士」の名がありながらも金沢市側からはなく、南砺市ブナオ峠の車道脇から尾根づたいに頂上に至る。奈良岳方面に向かう主稜線から約300m離れた枝尾根上にあるピークである。ブナオ峠からの登山道は片道約2.7kmで、1時間半程で登ることができる。山頂付近は灌木が繁り、チシマザサの群落がある。山腹はコブシが多い。山頂からの眺望は、残雪期には金沢市街や刀利ダム等を遠望できるが、無雪期は樹木に遮られあまり展望が良くない。ブナオ峠に至る富山県道54号福光上平線は幅員が狭く通行止めになる場合があり、豪雪地帯であるため通行可能な期間が短い。周辺に山小屋やキャンプ指定地はない。ブナオ峠にあったキャンプ場は閉鎖された。

## 地理

### 地理学史
ブナオ峠に至る道路は、加賀平野部と越中五箇山を結ぶ間道で、真宗教団の布教・連絡路、物資の交易ルートを兼ねた。特に江戸期には五箇山で生産された塩硝が、ブナオ峠を越えて金沢の土清水の塩硝製造所へ運ばれた(富山県道54号福光上平線)。
かつての山域の道は現在と若干異なっていた。五万分一地形図『西赤尾』陸地測量部（明治42年（1909年）測図）によると、山頂部や尾根には道がなく、石川県側の倉谷集落から倉谷川沿いを登り、月ヶ原山・多子津山をかすめ、大門山の北側斜面を通りブナオ峠に至る道があった。ただこの道は登山道というよりも、世俗的な交易路と捉えるべきだろう。
この道は、五万分一地形図『下梨』陸地測量部（昭和5年（1930年）修整測図）では消えている。
一方で、『皇国地誌』・『石川郡誌』によると、かつて石川県側から「登路」があったとしている。この「登路」とは、先の明治42年測図地形図のものと一致するか、それとも今日で言うバリエーションルートに近いものかは定かでない。

### 周辺の山

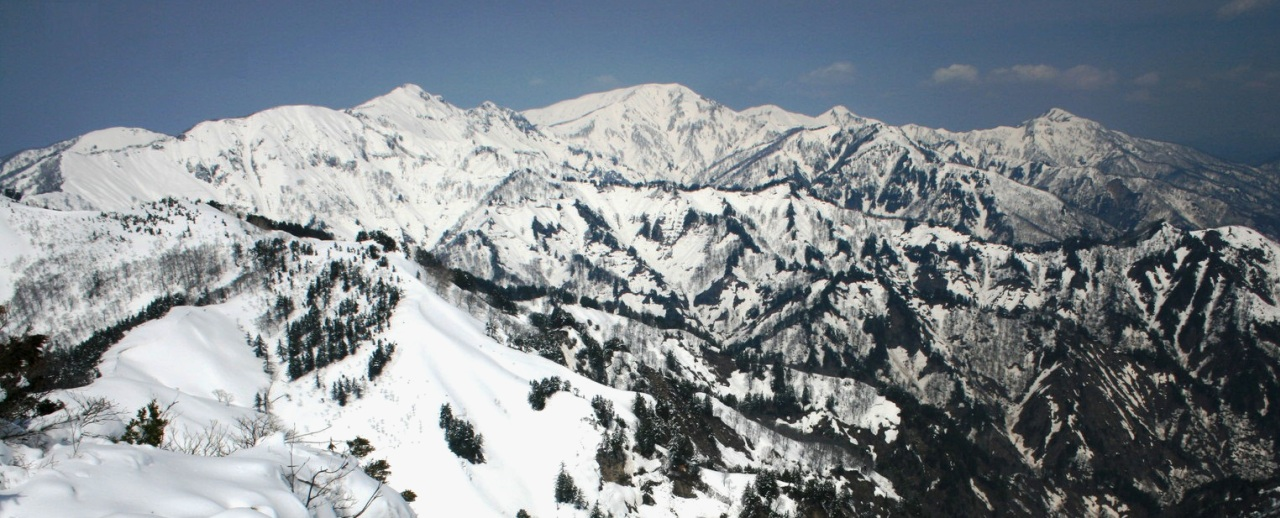
三方岩岳から望む笈ヶ岳・大笠山・大門山（右端）

両白山地の北部に位置し、北東の大獅子山との鞍部にはブナオ峠がある 。ブナオ峠から赤摩木古山と奈良岳へと延びる稜線の南側の区域は白山国立公園の特別地域に指定されているが、この北側の枝尾根上にあるこの山域は国立公園の区域外にある。一帯は越中五箇山刀利自然保養林に指定されている。
| 山容 | 山名       | 標高 (m) | 三角点等級 基準点名 | 大門山からの 方角と距離(km) | 備考                        |
| ---- | ---------- | -------- | ------------------- | --------------------------- | --------------------------- |
|      | 医王山     | 939.13   | 一等 「医王山」     | 北 16.4                     | 日本三百名山                |
|      | 大獅子山   | 1,127.07 | 三等 「真谷」       | 北東 2.9                    | おおししやま                |
|      | 大門山     | 1,571.59 | 三等 「大門山」     | 0                           | 日本三百名山                |
|      | 赤摩木古山 | 1,501    |                     | 南南東 1.0                  | あかまっこやま 展望地       |
|      | 見越山     | 1,621    |                     | 南西 2.3                    | みこしやま                  |
|      | 奈良岳     | 1,644.33 | 三等 「三方山」     | 南西 3.1                    | 金沢市の最高峰              |
|      | 大笠山     | 1,821.84 | 一等 「大笠山」     | 南南西 5.1                  | 日本三百名山                |
|      | 人形山     | 1,726    |                     | 東 12.4                     | 日本三百名山                |
|      | 白山       | 2,702.17 | 一等 「白山」       | 南 23.5                     | 両白山地の最高峰 日本百名山 |

### 源流の河川
主な源流の河川は以下で、日本海へ流れる。

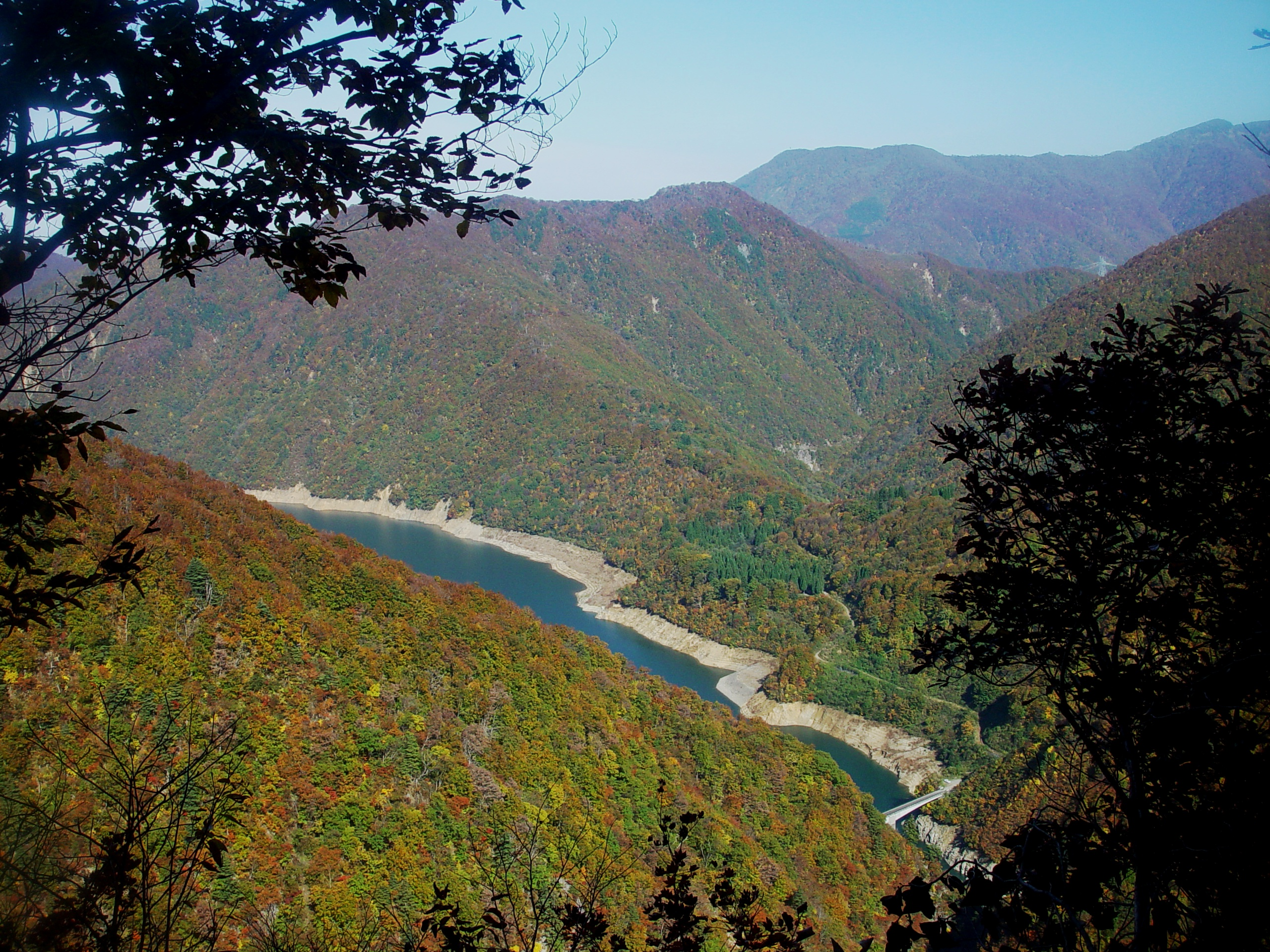
南側の大笠山登山道から望む境川ダムの桂湖

- 赤摩木古谷（庄川水系境川の支流）、山頂の3.7 km南東には境川ダムがある。
- 小矢部川
- 倉谷川（犀川の支流）、山頂の8.9 km北西には犀川ダムがある。

### 交通・アクセス
- JR西日本北陸本線金沢駅の南東26.5 kmに位置する。
- 東海北陸自動車道五箇山インターチェンジの南南西7.4 kmに位置する。
- 東側の山腹を富山県道54号福光上平線が通り、東側の国道156号の西赤尾からブナオ峠へ車両乗入ができる。残雪期や積雪期などには閉鎖される。

## ギャラリー

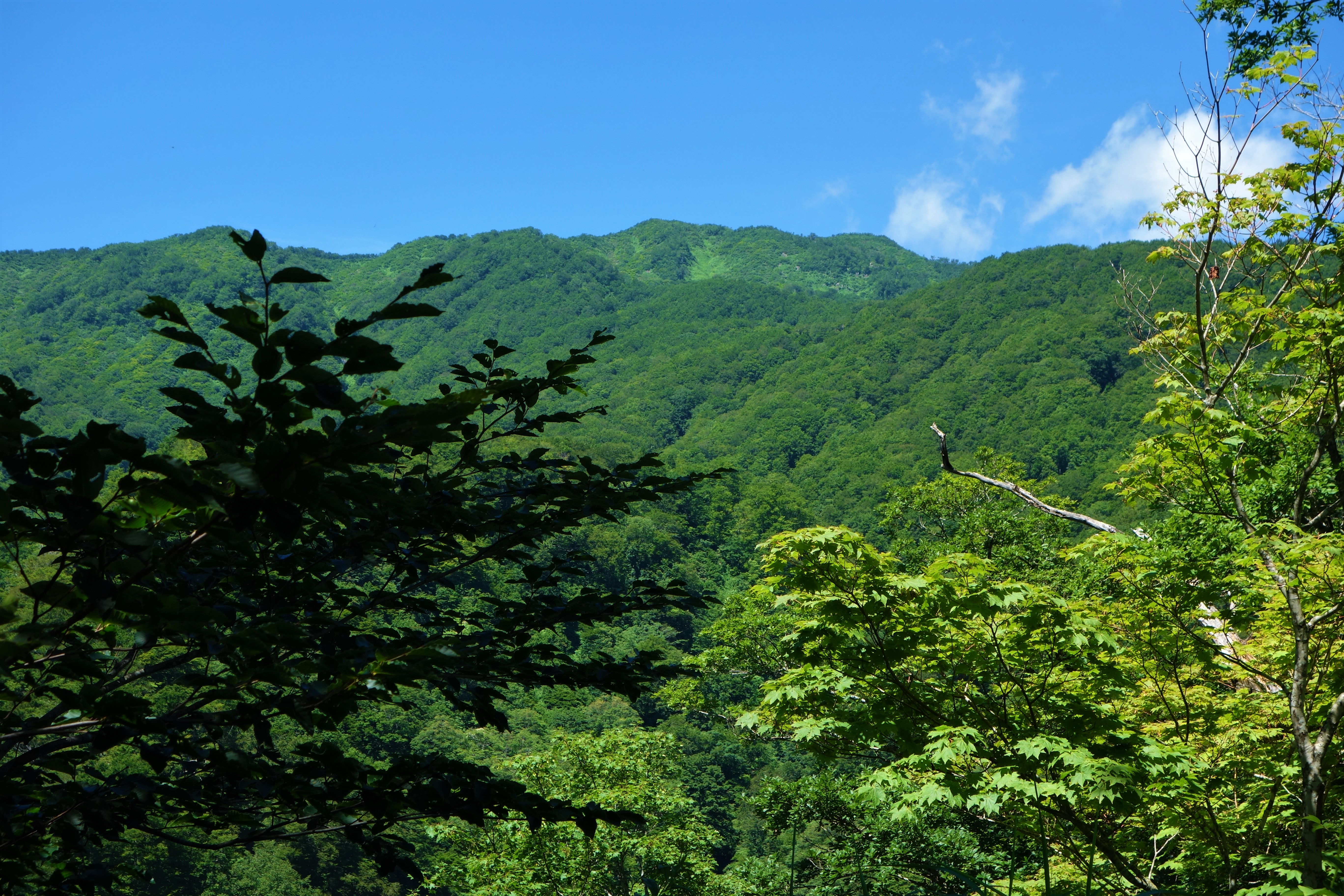
福光上平線からの大門山
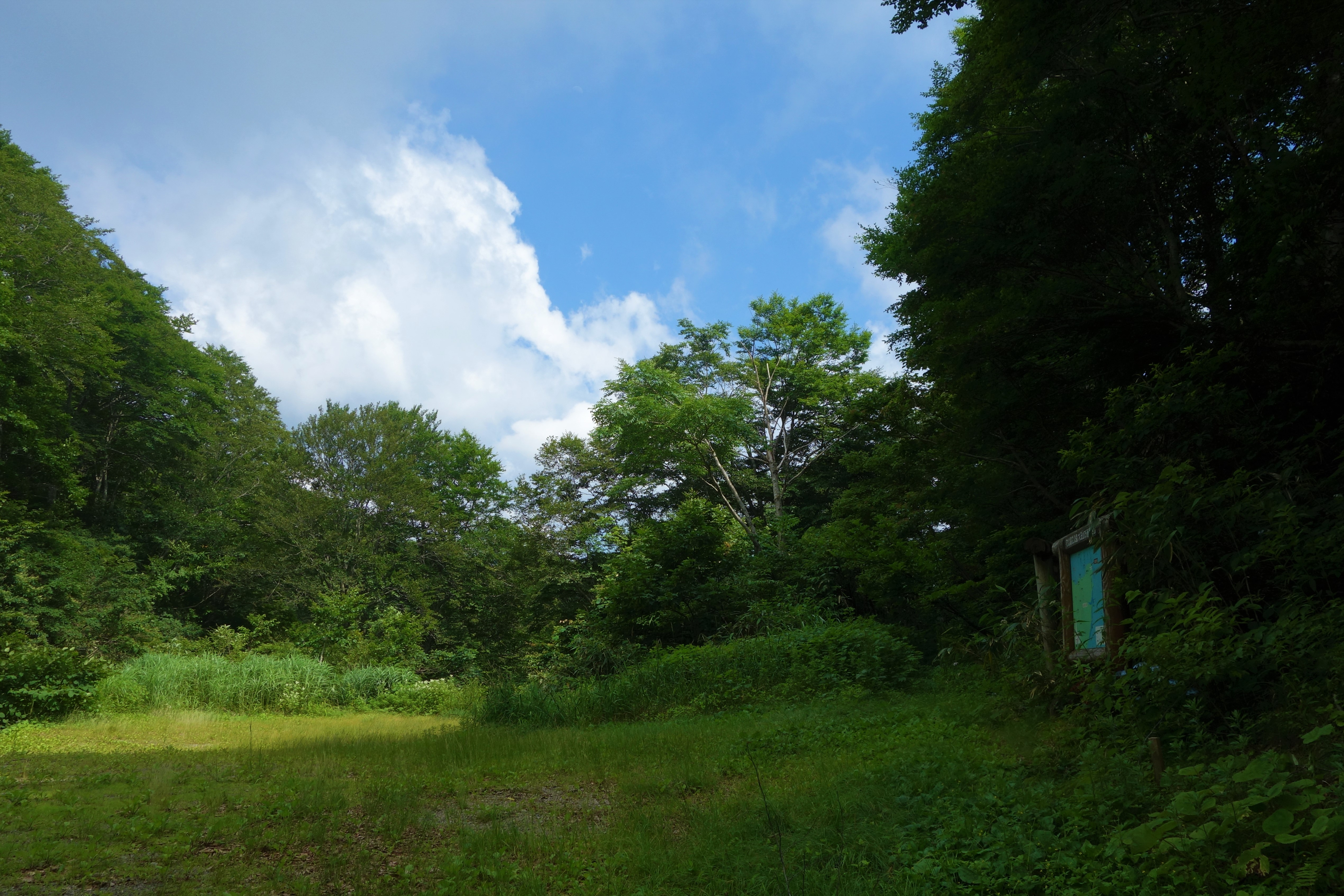
ブナオ峠
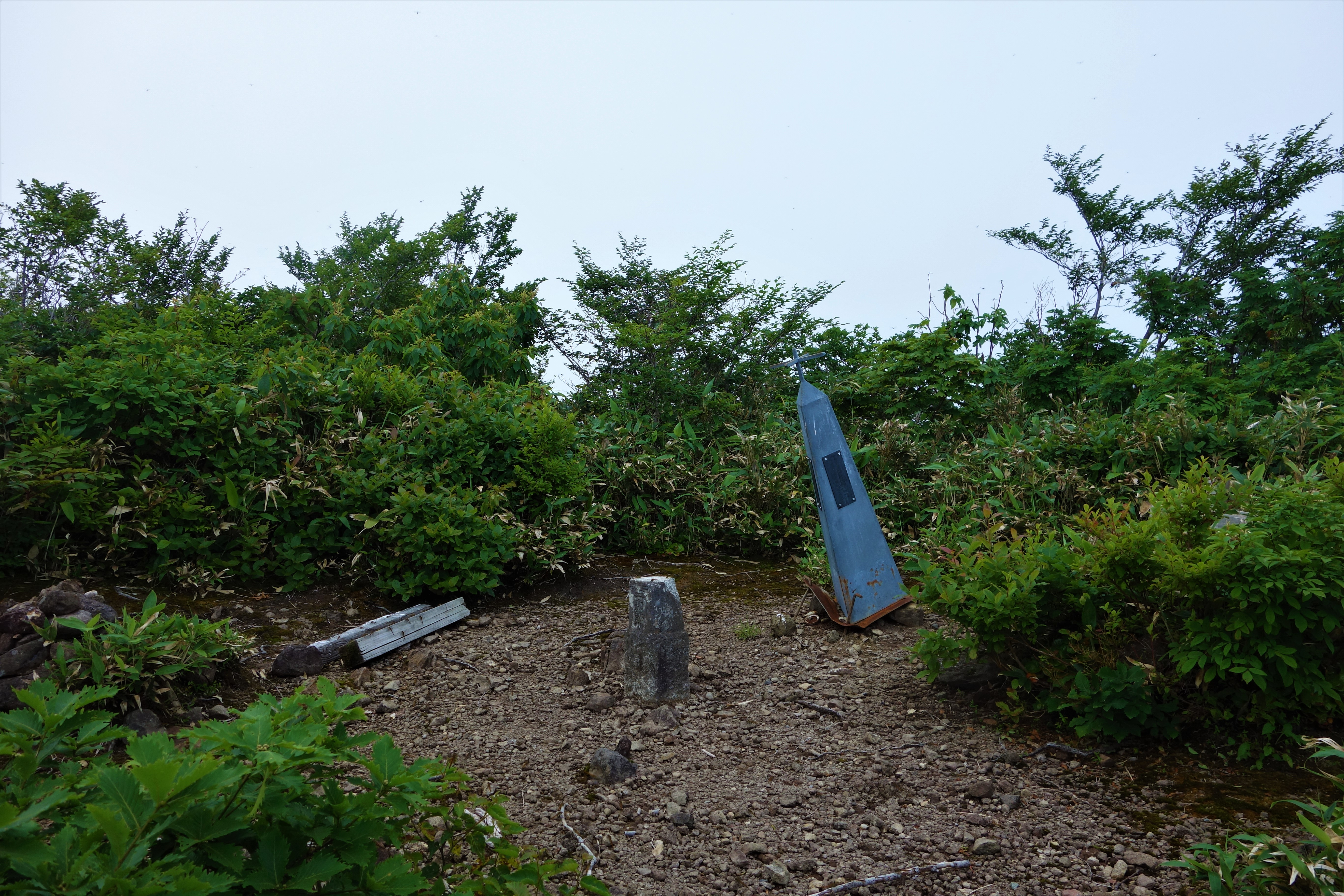
大門山山頂
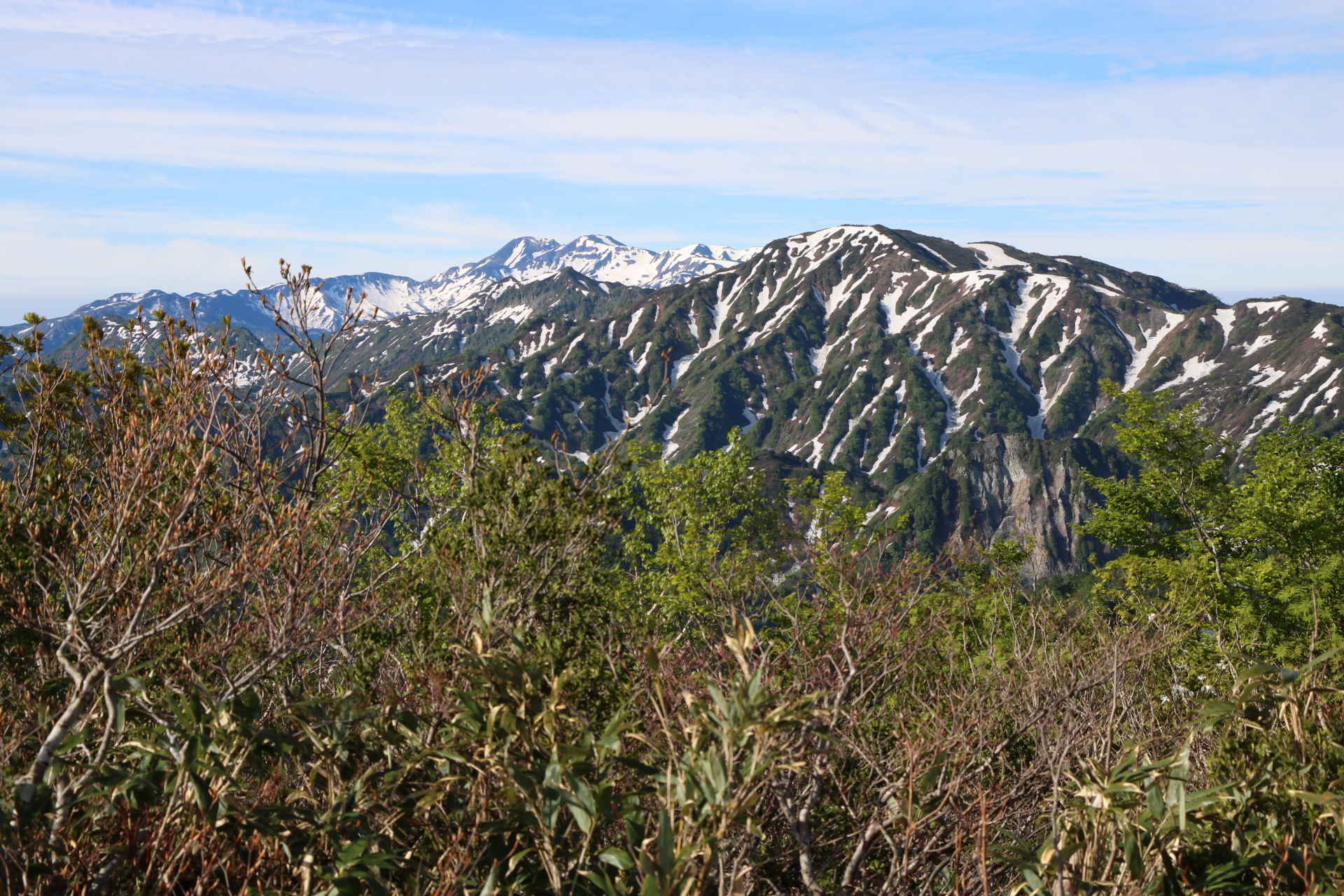
大門山山頂からの大笠山と白山
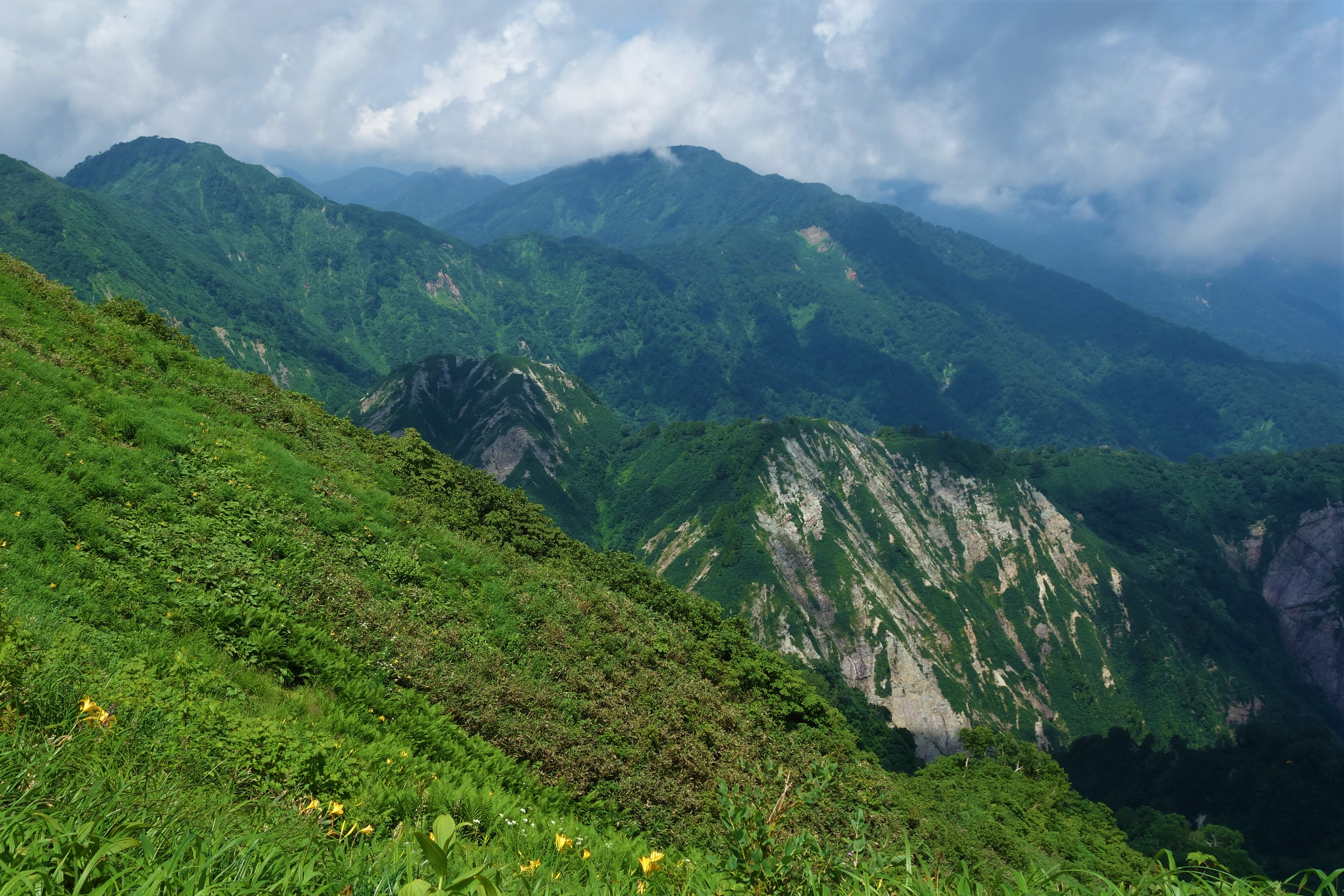
大笠山からの大門山